# Shimbiris
Der Berg Shimbiris (auch Shimbir Beris genannt) ist die höchste Erhebung in Somalia. Er ist 2460 m hoch. Er befindet sich im Somali-Hochland in Nord-Somalia, nordwestlich von Erigabo, genauer in der Al Madow Bergkette (Somali Buuraha Calmadow; arabisch عَلَمْدُو ʿAlamdū), in der Region Sanaag (arabisch سناغ Sanāgh). Der Shimbiris liegt auf dem Gebiet des international nicht anerkannten Somaliland, wird aber auch von Puntland beansprucht.

## Beschreibung
Der Name Shimbiris bedeutet „Ort der Vögel“.
Der den Berg umgebende West-Ost verlaufende Al Madow Gebirgszug als Teil der Ogo Berge (auch Galgodon Hochland, Somali Buuraha Oogo, arabisch جبل أوغو), ist eines der wenigen bewaldeten Gebiete in Somalia und gilt als ökologisch wertvoll. Südwestlich des Shimbiris beginnt dagegen ein sehr trockenes Hochplateau.
Der Shimbiris selbst ist kein Berg im eigentlichen Sinne, sondern der höchste Punkt einer scharfen in Bögen verlaufenden Berglinie mit steiler Abbruchkante nach Norden zur Küste und auslaufendem Teil nach Süden ins trockene Hochland. Die Gebirgskette nimmt dabei die Feuchtigkeit der Monsunwinde auf, ohne das sich ganzjährige Wasserläufe bilden können.
Etwa 2 km östlich des Shimbiris verläuft eine Passstraße, die Erigabo im Südosten mit Maydh nordnordwestlich an der Küste im Golf von Aden verbindet.
Über Jahrhunderte wurde der Berg mit einer falschen Höhenangabe gekennzeichnet. Erst mittels SRTM-Daten der NASA wurde in neuerer Zeit festgestellt, dass die bis dahin angegebene Höhe von 2416 m zu niedrig war.

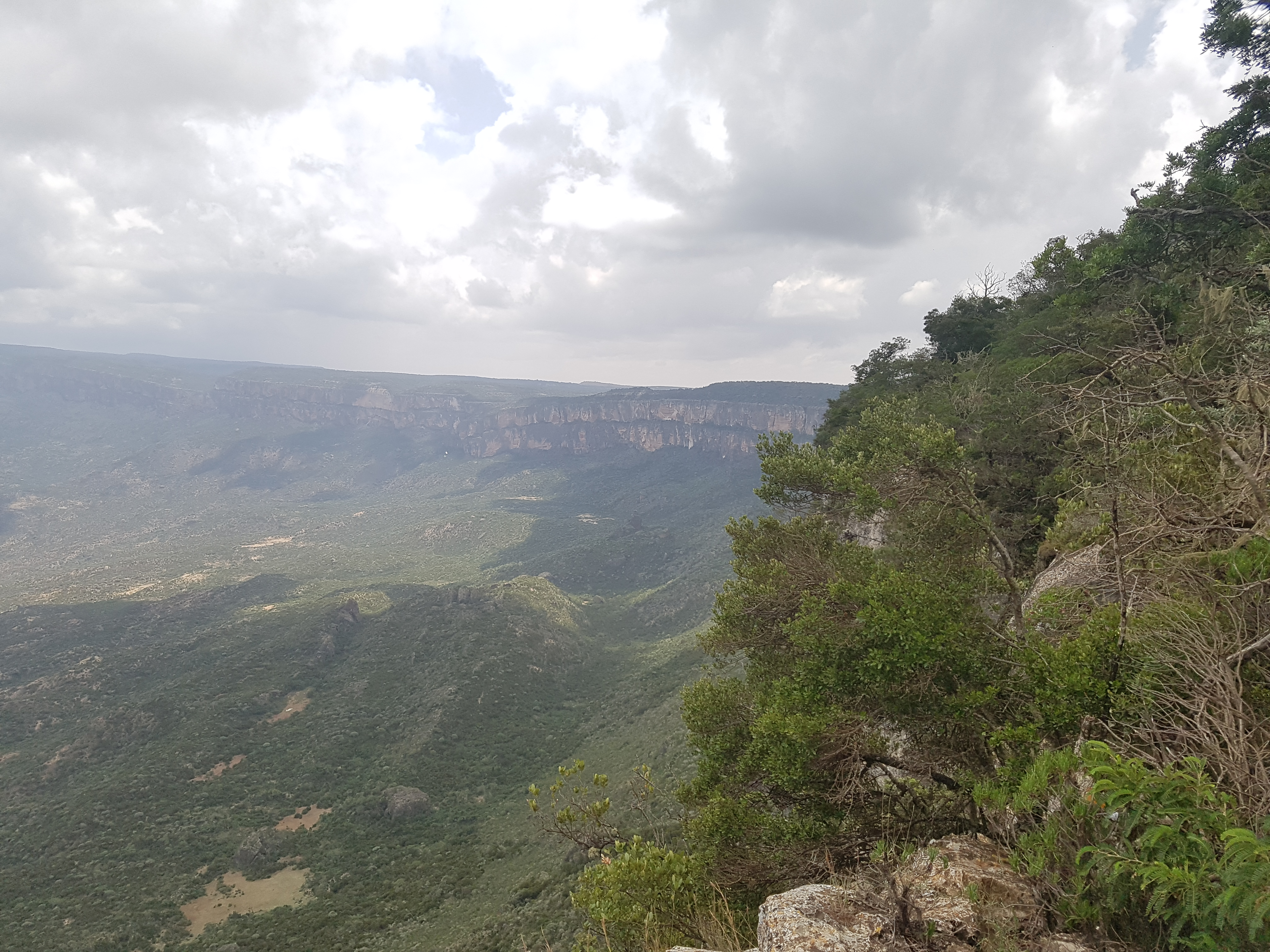
Beispielbild der weiter östlich verlaufenden Daallo Kette. Blick aus Richtung Westnordwest auf den scharfen Abbruch der Gebirgskette nach Norden zur Küste, wie er auch nördlich des Shimbiris typisch ist.